# ケイラ・ユーウェル
ケイラ・ユーウェル（Kayla Ewell, 1985年8月27日 - ）は、アメリカ合衆国の女優である。

## 人物
2015年、俳優でモデルのタナー・ノヴランと結婚。

## 出演作品

### テレビ
- ヴァンパイア・ダイアリーズ（ビッキー・ドノヴァン）
- ザ・グレイズ 〜フロリダ殺人事件簿
- Dr.HOUSE
- CSI:科学捜査班
- BONES - 骨は語る -
- アントラージュ★オレたちのハリウッド
- 女検察官アナベス・チェイス
- ヴェロニカ・マーズ
- The O.C.（ケイシー）

### 映画
- インベージョン
- インパクト・ポイント　狙われたビーチの妖精

### オリジナルビデオ
- SEX AND THE SCHOOL